# Bafu
Bafu (kinesiska: 巴福) är en köping i sydvästra Kina. Den ligger i stadsdistriktet Jiulongpo i storstadsområdet Chongqing, omkring 29 kilometer sydväst om det centrala stadsdistriktet Yuzhong. Antalet invånare är 14728. Befolkningen består av 6 732 kvinnor och 7 996 män. Barn under 15 år utgör 10,0 %, vuxna 15-64 år 77 %, och äldre över 65 år 12,0 %.